# Ataxioceratidae
Ataxioceratidae es una familia extinta de cefalópodos amonoides, incluida en la superfamilia Perisphinctoidea. Estos carnívoros nectónicos de rápido movimiento vivieron durante los períodos Jurásico y Cretácico.

## Géneros
- Catutosphinctes
- Choicensisphinctes
- Katroliceras
- Lithacoceras
- Lithacosphinctes
- Orthosphinctes

## Distribución
Se han encontrado fósiles de especies dentro de este género en el Cretácico de Yemen, así como en sedimentos jurásicos de la Antártida, Argentina, Canadá, China, Cuba, Francia, Alemania, Hungría, India, Irán, Italia, Madagascar, Nepal, Somalia, España, Estados Unidos.